# Ptilinopus porphyraceus
Ptilinopus porphyraceus е вид птица от семейство Гълъбови (Columbidae).

## Разпространение
Видът е разпространен в Ниуе, Тонга, Уолис и Футуна и Фиджи.